# Deraeocoris barberi
Deraeocoris barberi är en insektsart som beskrevs av Knight 1921. Deraeocoris barberi ingår i släktet Deraeocoris och familjen ängsskinnbaggar.

## Underarter
Arten delas in i följande underarter:
- D. b. barberi
- D. b. lignipes